# Marie-Barbe Antamatten
Marie-Barbe Antamatten (* 1745 in Saas; † 16. Juli 1816 in Sitten, Schweiz) war eine langjährige Oberin der Sittener Hospitaliterinnen.

## Leben und Wirken
Marie-Barbe Antamatten war eine Tochter des Bauunternehmers Peter Joseph Antamatten. Ihr Vater war von 1763 bis 1781 am Bau des Sittener Burgerspitals beteiligt. Sie arbeitete dort bis die Leitung entschied, das Personal durch eine Schwesterngemeinschaft zu ersetzen.
Als Novizin trat Antamatten im September 1771 in das Spital Saint-Joseph in Pontarlier ein. Sie legte 1773 ihre Profess ab und kehrte nach Sitten zurück. Um sie bildete sich eine «bescheidene» Gemeinschaft von Spitalschwestern, die sich viele Jahre ausschliesslich dem Spital widmeten. Antamatten stand ihnen von 1773 bis 1816 vor. Nach einem Hilfsersuchen bildete sie von 1779 bis 1781 die ersten drei Postulantinnen des Freiburger Spitals aus.

## Belege
1. 1 2  Joëlle Droux: Marie-Barbe Antamatten. In: Historisches Lexikon der Schweiz.  13. August 2001.

| Personendaten    | Personendaten                |
| ---------------- | ---------------------------- |
| NAME             | Antamatten, Marie-Barbe      |
| KURZBESCHREIBUNG | Schweizer Oberin             |
| GEBURTSDATUM     | 1745                         |
| GEBURTSORT       | Saas, Alte Eidgenossenschaft |
| STERBEDATUM      | 16. Juli 1816                |
| STERBEORT        | Sitten, Schweiz              |